# Юнкер-Крамская, Софья Ивановна
Софья Ивановна Юнкер-Крамская (1867—1933) — русская художница, дочь И. Н. Крамского.

## Биография
Родилась 21 августа (2 сентября) 1867 года в Выползово Переславского уезда Владимирской губернии, имении друга и земляка Крамского М. Б. Тулинова, где Крамские проводили лето 1867 года.
Ещё посещая частную женскую гимназию, начала обучаться живописи у своего отца. В 1885 году И. Н. Крамской писал: «Дочка моя, известная Вам ветреница, начинает подавать мне серьезные надежды, что уже есть некоторый живописный талант». Живописный портрет И. Н. Крамского, исполненный в год его смерти, стал одним из её самых ранних произведений. После смерти отца, она брала уроки рисования и живописи у А. Д. Литовченко, А. П. Соколова и А. И. Куинджи.
Подруга Софьи Крамской тех лет, Вера Павловна Третьякова (дочь П. М. Третьякова, ставшая женой А. И. Зилоти) вспоминала: «Соня была некрасива, но с умным, энергичным лицом, живая, веселая и необычайно талантливая к живописи… В 16—17 лет Соня… похорошела, волосы отросли. Фигура у нее стала длинная, тонкая. Она прекрасно танцевала. Ее веселость, остроумие и entrain (притягательность, обаяние) привлекали к ней много поклонников». Софья Крамская была помолвлена с врачом Сергеем Боткиным, сыном и тёзкой знаменитого терапевта; по этому случаю старший Крамской в 1882 году написал два парных портрета. Когда помолвка расстроилась, портрет Сергея Боткина-младшего оказался в собственности последнего и его жены Александры Павловны (урождённой Третьяковой), а затем перешёл к их дочери актрисе Александре Хохловой, в 1971 году передавшей картину Третьяковской галерее; портрет Софьи Крамской остался в мастерской Крамского на Васильевском острове (впоследствии был передан в музей Академии художеств, с 1897 года — в Русском музее).
В начале 1890-х годов она посещала частную живописную школу в Париже, где её опекал скульптор М. М. Антокольский.
С 1888 года она участвовала во многих выставках в России и за границей. В это время была создана одна из лучших её живописных работ — «Спящая». Софья Крамская получала довольно много заказов. Судя по каталогам выставок, ею была выполнена целая серия портретов великосветской знати; среди них выделяются акварельные портреты императора, императрицы, цесаревича и великих княжон.
В 1901 году София Ивановна Крамская вышла замуж за Германа Фёдоровича Юнкера (умер в 1916 году). Согласно справочной книге А. С. Суворина «Весь Петербург» в 1907 году Юнкеры проживали на Кадетской линии, д. 7; в 1911 году они жили по адресу: Николаевская набережная, д. 19; затем — на Съезжинской улице, д. 3.
Среди работ Софьи Юнкер-Крамской дореволюционного периода известен, в частности, портрет актрисы императорских театров Марии Гавриловны Савиной (Одесский художественный музей).
После Октябрьской революции работала в художественно-репродукционной мастерской при издательстве «Главнаука» (1918—1930), художником в Музее антропологии и этнографии (1925—1930), занималась устройством Антирелигиозного музея в Зимнем дворце, иллюстрировала «Историю религий» для издательства «Атеист» в Москве.
С. И. Юнкер-Крамская была «человеком очень религиозным»; она устраивала на работу «бывших» дворян, «смолянок» и офицеров царской армии, доставала им переводы для заработка. В результате, была арестована 25 декабря 1930 года — обвинялась по статье 58-II УК РСФСР за контрреволюционную пропаганду и создание «контрреволюционной группировки из бывшей знати, ставившей себе целью проведение своих людей в разные советские учреждения на службу для собирания сведений о настроениях…». По приговору 11 апреля 1931 года она получила ссылку в Восточную Сибирь сроком на три года; 27 апреля Юнкер-Крамская должна была отправиться с этапом в Иркутск, но 28 апреля с диагнозом «тяжелая форма паралича» была помещена в больницу при изоляторе тюрьмы. В мае 1931 года Юнкер-Крамская все же оказалась в Иркутске, через три недели была переведена в Канск, через месяц — в Красноярск. Несмотря на тяжёлую болезнь она продолжала работать: в Иркутске иллюстрировала учебники и колхозные журналы, в Канске работала как фотограф и ретушёр в местной газете. В Красноярске с ней случился второй удар, отнялась левая часть тела и 15 октября 1931 года из красноярской больницы она написала письмо Екатерине Павловне Пешковой, оказывавшей помощь многим политзаключенным — с просьбой оставить её в Красноярске до поправки здоровья, а затем предоставить работу:

Я пишу и портреты, и плакаты, лозунги, афиши, вывески, иллюстрации, знаю фотографическую ретушь, раскраску фотографий, языки, я работать могу, люблю… О моей рабочей жизни Вам может подтвердить Елена Дмитриевна Стасова, с отцом которой был так дружен мой покойный муж. О музее Крамского Вам тоже могут дать сведения и она, и товарищ Луначарский <…> Я могла делать ошибки в своих суждениях, могла что-нибудь не так правильно оценивать, могла криво судить о положении вещей, но преступления я не совершала никакого — и сознательно так горячо любя свою страну, после смерти мужа (он был финляндским подданным) — переменила свои бумаги на русские, подписав тогда уже отказ от каких бы то ни было претензий на имущество. Было даже смешно поступить иначе. <…> Помогите мне! Я написала просьбу о помиловании М. И. Калинину. Я прошу Вашего содействия. Я оправдаю милость, если мне она будет дарована, могу уверить в этом Вас. Я честно проработала 40 лет. Тяжко последний, быть может очень короткий срок — чувствовать себя — так наказанной… Я собрала последние силы, чтобы написать Вам все это…

В связи с неизлечимой болезнью (заболеванием центральной нервной системы — гемипарез на почве сосудов головного мозга), а также в связи с тем, что ссыльная «не представляет… социальной опасности» дело С. И. Юнкер-Крамской было пересмотрено и 25 марта 1932 года она вернулась в Ленинград, где в 1933 году и умерла.